# UVI (société)
Pour les articles homonymes, voir UVI.
UVI est une entreprise française reconnue d'édition logicielle créée en 1986 par Alain Etchart et Jean-Bernard Celier, dans le domaine des instruments virtuels, notamment les synthétiseurs, des banques de sons et des effets sonores numériques. Son siège est à  Paris avec des bureaux aux États-Unis et au Japon. Elle a développé des logiciels sur la base d'un noyau de traitement numérique du signal et un format d'échange permettant d'interconnecter les principaux logiciels de musique assistée par ordinateur (MAO) avec son système de synthèse et d'échantillonnage sonore (UVI Engine). L'entreprise collabore avec des instituts comme l'Ircam pour proposer des modules à  la pointe de la recherche et du développement. De nombreux artistes et compositeurs (Jesper Nordin (en), Richard Devine, Cassius, Émilie Simon...) ainsi que des producteurs (Danja...) utilisent ces outils MAO associés aux banques de sons développées en propre par l'entreprise ou de tierce partie, qui se retrouvent dans des œuvres diverses, des musiques de film, des jeux vidéo, et même lors de prestations de concert en public à travers le monde.
Le produit phare d'UVI, dénommé « Falcon » (intégrant le moteur UVI sous-jacent), est une station de travail multi-synthèse avec seize types de synthèse et plus de quatre-vingt-dix effets audio. Il intègre la modélisation du signal (additive, soustractive, granulaire, FM, etc.), la modélisation physique et le traitement algorithmique des événements musicaux dans le même environnement.

## UVI Workstation
UVI Workstation est un échantillonneur ainsi qu'un lecteur d'échantillons d'instruments virtuels gratuit au format propriétaire .ufs (extension UVI file system).
Ce logiciel fonctionne sur système d'exploitation Windows 64 bits et sur Apple macOS.
Il supporte les plug-ins audios suivants: Audio Units, AAX, VST, VST3
Il est compatible avec les logiciels de MAO courants suivants : Digital Performer 8+, Pro Tools 11+, Logic Pro X+, Cubase 7+, Nuendo 6+, Ableton Live 8+, Studio One 2+, Garage Band 6, Maschine 1 & 2, Tracktion (en) 4+, Vienna Ensemble 5, Reaper 4+, Sonar X3, MainStage (en) 3, MuLab (en) 5.5+, FL Studio, Bitwig (en) 1+, Reason 9.5+

### Principales caractéristiques
- Mode single pour charger des sons et instruments UVI de dernière génération
- Arpégiateur puissant, flexible et complet
- Moteur de recherche simple
- Compatibilité 64bits Mac / PC
- Gestion des instruments et des boucles dans la même interface
- Intégration optimisée du navigateur
- Environnement de travail pratique de mixage avec vu-mètres, muet, solo, volume, panoramique...
- Nombre de parts illimitées
- Jusqu'à 64 canaux MIDI
- Streaming disque par part
- Sorties séparées multiples
- MIDI learn
- Mode Expert
- Compatibilité avec tous systèmes et séquenceurs
- Effets illimités
- Arsenal complet d'effets professionnels avec édition simplifiée (écho, réverb, phaser, chorus, égaliseur, filtre, distortion, compresseur...)
- Réverbération à convolution de haute qualité
- Synchronisation à l'hôte : tempo & transport
- Algorithme de time-stretch en temps réel
- Synchronisation au tempo en temps réel : vos boucles sont toujours dans le temps
- Mode Latch
- Mode Sample et Slice pour les boucles et phrases
- Fonction glisser-déposer pour le MIDI et l'audio
- Import des boucles REX, des Apple Loops, AIFF, WAV, etc.
- Connexion direct au flux RSS uvi.net

## Synthétiseur UVI Falcon
UVI a développé un synthétiseur virtuel hybride multitimbral appelé « UVI Falcon », disposant de toutes les fonctionnalités usuelles (samples, granulation, FM, modélisation, émulation analogique...) et apte à reproduire les sons de synthétiseurs iconiques à partir des bibliothèques.
L'instrument dispose de nombreux modules de sons, d’effets et de modulations en faisant un environnement de conception musicale très abouti ; et également de nombreux oscillateurs : Analog, Analog Stack, Drum, FM (quatre opérateurs), Noise (avec des bruits comme Crackle, Logistic, Dust et Velvet), Organ, Wavetable, Sample, Slice, Stretch, Ircam Granular, Ircam Stretch, Scrub, Ircam Multi Granular et Pluck, Wavetable (avec la reconnaissance de tables multiples et l’ajout d’un Wave Index permettant de sélectionner le point de lecture, ainsi que l’affichage dans l’écran de la position, visualisation pratique), mode Unison pour Analog et Wavetable, etc.

## Banques de sons
UVI publie de nombreuses banques de sons telles :
- IRCAM Solo Instruments, collection détaillée et expressive de 16 instruments orchestraux joués par des professionnels et enregistrés à l'Ircam[11],[7] ;
- IRCAM Prepared Piano, collection d'échantillonnage détaillé d'un piano à queue japonais Yamaha C7 à l'IRCAM (musique d'avant-garde) ; 45 préparations incluant des vis, des pièces de monnaie, des mailloches, un eBow, etc. ; deux préparations par note, des effets, différents arpèges et configurations de micros ;
- UVI Quadra: Muted and Harmonics[12], instrument multi-timbral puissant à 4 couches sonores avec morphing, arpégiateurs, effets MIDI, etc. ; banque de presets puissante et variée, source d'inspiration instantanée pour tous les styles; échantillonnage complet d’instruments acoustiques, électriques et électroniques ;
- World suite, collection de sons traditionnels et ethniques (65 000 échantillons sonores), 369 instruments du monde.

Il existe également sur le marché des banques de sons compatibles (.ufs) mises aux points par des éditeurs indépendants. On citera :
- AcousticSamples[13],[a] ;
- Expressive E ;
- PSound ;
- The Bob Moog Foundation ;
- VI Labs ;
- Virharmonic ;
- Whole Sounds.